# Giovanni Camillo Ciabilli

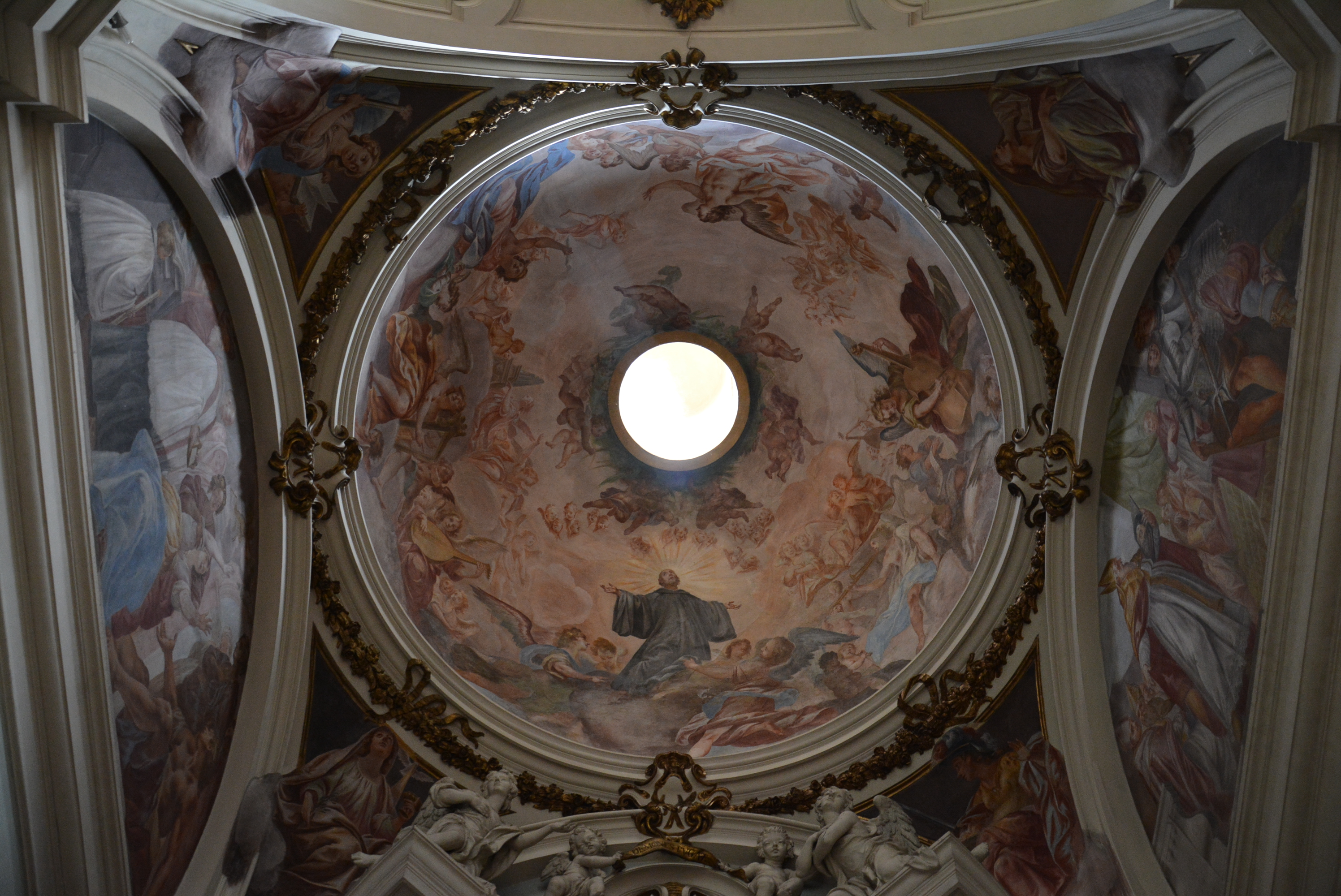
Giovanni Camillo Ciabilli, Gloria di Sant'Anastasio, Chiesa di San Frediano in Cestello (Firenze)

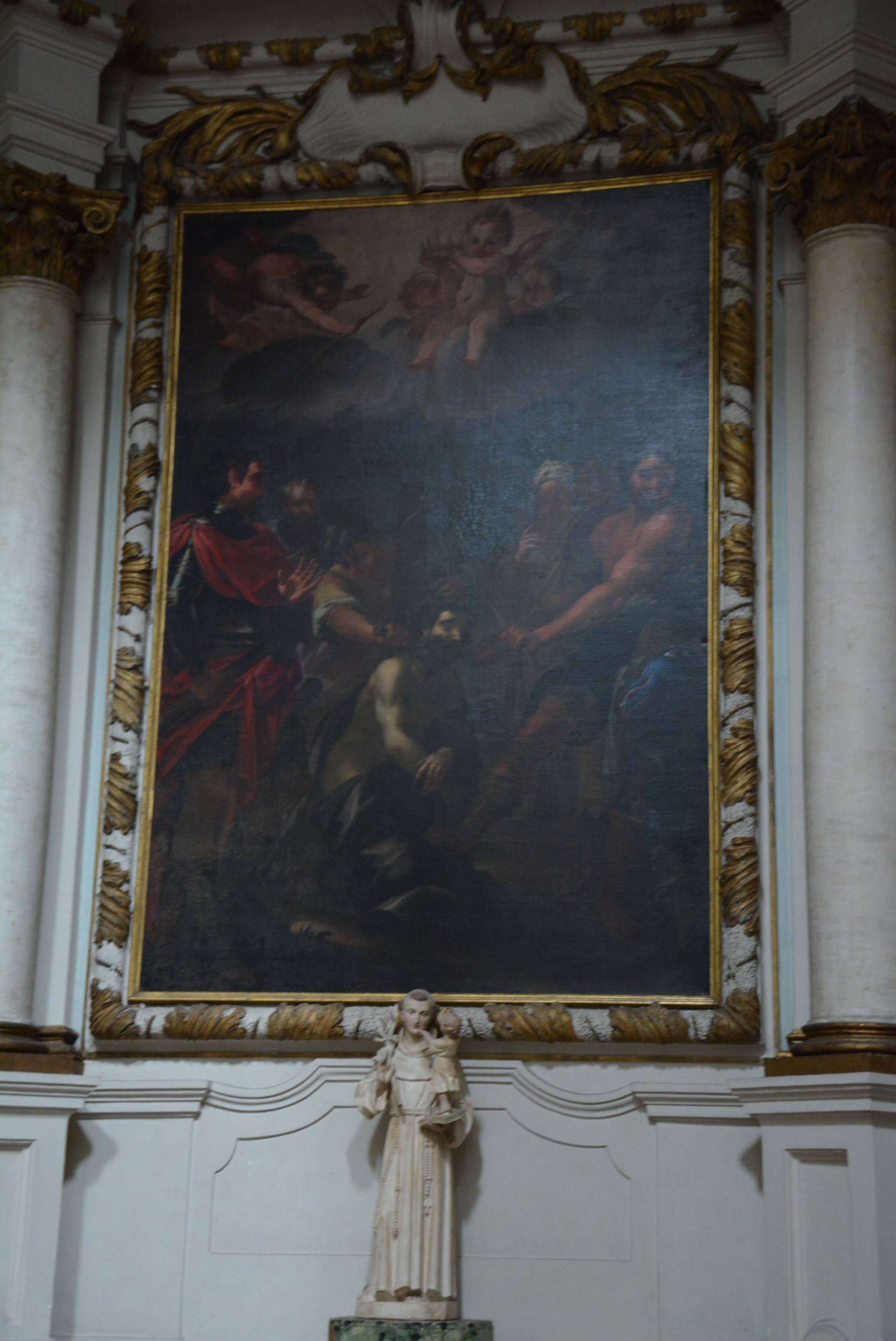
Giovanni Camillo Ciabilli, Martirio di Sant'Anastasio, Chiesa di San Frediano in Cestello (Firenze)

Giovanni Camillo Ciabilli (Castello di Signa, 6 luglio 1675 – Firenze, 28 agosto 1746) è stato un pittore e poeta italiano.

## Biografia
Giovanni Camillo Ciabilli si formò nella bottega del decoratore Simone Pignoni. Dal 1694 al 1696, per la famiglia fiorentina Guasconi, dipinse un ritratto, una tela con Assunzione di Maria, una miniatura con Incoronazione della Vergine. Nel coro della chiesa di San Bartolomeo in Pantano, a Pistoia, realizzò una tavola con Santi vallombrosani e con altri dipinti decorò l'abbazia dei Santi Salvatore e Lorenzo a Settimo.
L'abate Ascanio Baiocchi gli diede incarico di affrescare la prima cappella a sinistra della chiesa collegiata di San Frediano in Cestello, a Firenze: nella cupola egli dipinse la Gloria di San Anastasio, contornato da angeli musicanti seduti e da altri angeli in volo circolare, intorno all'occhio luminoso della cupola. Questo affresco, ispirato al Correggio, è prezioso per lo scorcio ardito del coro angelico volante, colorato nelle tonalità dei rosa e con tocchi di grigio e di pallido azzurro. Nei pennacchi Giovanni Camillo Ciabilli dipinse figure allegoriche, forse Virtù, e nelle lunette due miracoli del santo: a sinistra San Anastasio libera gli ossessi e a destra San Anastasio fra gli armati. Qui i colori sono più marcati, con accostamenti di punte di rosso e di verde. Le forme classicheggianti risentono della lunga tradizione manieristica. Per la tela sull'altare egli scelse come soggetto il Martirio per soffocamento del santo che appare stretto fra soldati, sullo sfondo di un tetro paesaggio.
Nel 1712, insieme ad altri pittori, ebbe l'incarico di preparare 24 dipinti a tempera, di grandi dimensioni, per la chiesa di San Lorenzo (Firenze), in vista della canonizzazione di papa Pio V. Nel 1716, per la qualità e il numero delle sue opere pittoriche, gli venne concessa la cittadinanza fiorentina.
Collaborò anche alla realizzazione dell'apparato funebre di Cosimo III de' Medici, nel 1724, che ebbe luogo in S. Lorenzo. Nel 1737 dipinse per la Confraternita di San Niccolò al Ceppo due ovali in tela con Santi ed espose sue tele all'Annunziata.
Agli Uffizi si conserva un suo Autoritratto, databile primo quarto del Settecento.
Il Museo Giuliano Ghelli, a San Casciano in Val di Pesa, possiede un olio su tela a lui attribuito: il Martirio di Santa Lucia, proveniente dalla locale chiesa di Santa Maria del Gesù.